# 고인범
고인범(高仁範, 1959년 10월 5일 ~ )은 대한민국의 배우이다. 
- 1976년 북아메리카 미국 🇺🇸 으로 이민하여 미국 🇺🇸 로스앤젤레스 연극배우 데뷔하였다.
- 1979년 아시아 대한민국로 돌아온 뒤 아산입문한 후, 30여년간 주로 고향 아산거점으로 연기활동을 하였다.

- 간간이 《황금사과》, 《한성별곡》, 《로비스트》등의 드라마에서 단역으로 출연하다가 2008년 KBS 드라마 《대왕 세종》에서 명나라 사신 역을 맡아 중국어를 유창하게 구사하며 업계의 눈도장을 받아 이후 수많은 드라마와 영화에 출연하게 되었다.[1]

## 학력
- 동국대학교 (연극영화학 / 학사)

## 연기 활동

### 드라마
- 1989년 MBC 《독도 수비대》- 이순국 역
- 1994년 MBC 《경찰청 사람들》 : 첫 사랑을 못잊어 - 배병남 역
- 1995년 MBC 《경찰청 사람들》 : 바다의 무법자 - 최판근 역
- 1996년 MBC 《경찰청 사람들》 : 해적선을 잡아라 - 강동철 역
- 1997년 MBC 《경찰청 사람들》 : 13년의 악몽 - 박성식 역
- 2000년 SBS 드라마 《은사시나무 》
- 2003년 KNN 《현장추적 싸이렌》
- 2005년 KBS2 수목드라마 《황금사과》 - 신 형사 역
- 2006년 KBS1 대하드라마 《대조영》 - 당나라 장수 부복애 역
- 2006년 KBS2 수목드라마 《황진이》
- 2007년 SBS 드라마 스페셜 《로비스트》
- 2007년 KBS2 월화드라마 《한성별곡》 - 병조판서 강극수 역
- 2008년 KBS1 대하드라마 《대왕 세종》 - 명나라 환관 황엄 역
- 2008년 MBC 일일시트콤 《크크섬의 비밀》 - 중국 어선 선원 역
- 2008년 SBS 월화드라마 《타짜》
- 2008년 MBC 월화드라마 《에덴의 동쪽》 - 양산박 역
- 2009년 KBS2 대하드라마 《천추태후》
- 2009년 KBS2 수목드라마 《파트너》 - 한정원의 아버지 역
- 2009년 MBC 창사 48주년 특별기획드라마 《선덕여왕》 - 수나라 사신 역
- 2009년 KBS2 주말 특별기획 《열혈 장사꾼》
- 2010년 KBS2 수목드라마 《추노》 - 대길 부 역
- 2010년 SBS 드라마 스페셜 《검사 프린세스》 - 유명우 역
- 2010년 KBS1 대하드라마 《전우》 - 특무대 대장 역
- 2010년 KNN 주간시트콤 《촌티콤 웰컴 투 가오리》 - 고 이장 역
- 2010년 KBS1 대하드라마 《자유인 이회영》 - 왕아초 역
- 2010년 KBS2 월화드라마 《성균관 스캔들》 - 시전상인 송용태 역
- 2010년 SBS 월화드라마 《닥터 챔프》 - 왕태연 역
- 2011년 SBS 월화드라마 《내게 거짓말을 해봐》 - 첸 회장 역
- 2011년 KBS2 단막극 《KBS 드라마 스페셜 연작 시리즈 - 완벽한 스파이》
- 2011년 KBS2 수목드라마 《로맨스 타운》 - 노순금 아버지 친구 역
- 2011년 KBS1 대하드라마 《광개토태왕》 - 마수 역
- 2011년 MBC 대하드라마 《계백》 - 연개소문 역
- 2011년 ~ 2012년 OCN 금요드라마 《특수사건 전담반 TEN》 - 박중석 역
- 2011년 KBS2 월화드라마 《브레인》 - 장 회장 역
- 2012년 TV조선 월화드라마 《한반도》 - 합참의장 역
- 2012년 KBS2 단막극 《KBS 드라마 스페셜 연작 시리즈 - 소녀탐정 박해솔》
- 2012년 KBS1 단막극 《HD TV문학관 - 강산무진》
- 2012년 TV조선 수목드라마 《프로포즈 대작전》 - 오태범 역
- 2012년 KBS2 단막극 《KBS 드라마 스페셜 연작 시리즈 - 국회의원 정치성 실종사건》 - 당 대표 역
- 2012년 KBS2 수목드라마 《각시탈》 - 조영근 역
- 2012년 KBS2 월화드라마 《해운대 연인들》 - 양만호 역
- 2012년 KBS2 단막극 《KBS 드라마 스페셜 - 내가 우스워보여?》 - 동규 부 역
- 2012년 MBC 주말 특별기획 《메이퀸》 - 강대평 역
- 2012년 tvN 화요드라마 《응답하라 1997》 - 성동일의 작은아버지 역 (특별출연)
- 2013년 SBS 월화드라마 《야왕》 - 차심봉 역
- 2013년 SBS 주말 특별기획 《돈의 화신》 - 이차돈의 작은 아버지 역
- 2013년 SBS 드라마 스페셜 《그 겨울, 바람이 분다》 - 박진성 아버지 역
- 2013년 KBS2 수목드라마 《천명: 조선판 도망자 이야기》 - 최형구 역
- 2013년 SBS SBS 대기획 《황금의 제국》 - 상가 건물주 사장 역
- 2013년 MBC 수목드라마 《투윅스》 - 박재경의 아버지 역 (특별출연)
- 2013년 tvN 월화드라마 《빠스껫 볼》 - 변준표 역
- 2013년 JTBC 월화드라마 《네 이웃의 아내》 - 합기도 관장 역
- 2013년 SBS 시네드라마 《낯선 사람》 - 영호 부 역
- 2013년 MBC 수목드라마 《미스코리아》 - 재희 아빠 역
- 2014년 KBS2 주말연속극 《참 좋은 시절》 - 오치수 역
- 2014년 MBC 수목드라마 《앙큼한 돌싱녀》 - 황 회장 역 (특별출연)
- 2014년 SBS 드라마 스페셜 《쓰리 데이즈》 - 양대호 역
- 2014년 MBC 수목드라마 《개과천선》 - 박기철 역
- 2014년 KBS2 수목드라마 《조선 총잡이》 - 조병갑 역
- 2014년 KBS2 수목드라마 《왕의 얼굴》 - 장수태 역
- 2015년 JTBC 금토드라마 《순정에 반하다》
- 2015년 tvN 금토드라마 《슈퍼대디 열》 (우정출연)
- 2015년 KBS1 토크드라마 《그대가 꽃》 - 윤항기의 장인 역
- 2015년 KBS1 대하드라마 《징비록》 - 류조인 역
- 2015년 JTBC 금토드라마 《라스트》 - 문기환 차관 역
- 2015년 SBS 월화드라마 《미세스 캅》 - 최상익 역
- 2015년 SBS 수목드라마 《용팔이》 - 최 회장 역
- 2015년 KBS2 수목드라마 《장사의 신 - 객주 2015》 - 최 접장 역
- 2015년 SBS 일일드라마 《돌아온 황금복》 - 차승만 비서 역
- 2015년 KBS2 월화드라마 《발칙하게 고고》 - 세빛고 이사장 역
- 2016년 OCN 주말드라마 《동네의 영웅》 - 박기호 역
- 2016년 SBS 수목드라마 《돌아와요 아저씨》 - 장진구 역
- 2016년 MBC 월화드라마 《몬스터》 - 김대우 역
- 2016년 KBS2 주말연속극 《아이가 다섯》 - 상민 & 태민 아버지 역
- 2016년 SBS 수목드라마 《원티드》 - 차승인의 아버지 역
- 2016년 tvN 금토드라마 《THE K2》 - 국채완 역
- 2016년 KBS2 월화드라마 《화랑》 - 김습 역
- 2016년 MBC 주말 특별기획 《아버님 제가 모실게요》 - 방광진 회장 역
- 2017년 MBC 월화드라마 《역적 : 백성을 훔친 도적》 - 조참봉의 숙부 역
- 2017년 KBS1 일일연속극 《무궁화 꽃이 피었습니다》 - 진대갑 역
- 2018년 KBS2 일일연속극 《인형의 집》 - 부사장 역
- 2018년 OCN 월화드라마 《그남자 오수》
- 2018년 tvN 토일드라마 《라이브》 - 특별출연
- 2018년 MBC 월화드라마 《검법남녀》 - 은기상 역
- 2018년 JTBC 월화드라마 《미스 함무라비》
- 2018년 KBS2 일일연속극 《끝까지 사랑》 - 황진도 역
- 2018년 SBS 주말특별기획 《운명과 분노》 - 태필운 역
- 2018년 KNN 촌티콤 《날아라 메뚜기》
- 2019년 MBC 월화드라마 《아이템》
- 2019년 MBC 수목드라마 《더 뱅커》 - 정수찬 의원 역
- 2019년 SBS 아침연속극 《수상한 장모》 - 노다진 역
- 2019년 JTBC 금토드라마 《보좌관》 - 성영기 역
- 2019년 JTBC 월화드라마 《보좌관 - 세상을 움직이는 사람들 시즌2》 - 성영기 역
- 2019년 JTBC 월화드라마 《검사내전》 - 황일수 역
- 2020년 MBC 수목드라마 《꼰대인턴》 - 남궁표 역
- 2020년 tvN 토일드라마 《철인왕후》- 조만홍 역
- 2020년 KBS2 단막극 《KBS 드라마 스페셜 - 고백하지 않는 이유》
- 2020년 SBS 금토드라마 《날아라 개천용》 - 이유경의 아버지 역 (특별출연)
- 2022년 ENA 수목드라마 《이상한 변호사 우영우》 - 동동일 역 (특별출연)
- 2022년 JTBC 토일드라마 《클리닝 업》 - 정 사장 역
- 2023년 KBS2 대하드라마 《고려 거란 전쟁》 -  거란 관리 역
- 2024년 KBS2 수목드라마 《개소리》 -  배원만 역
- 2025년 SBS 금토드라마 《귀궁》 - 안석주 역

### 영화
| 연도   | 제목                                 | 역할                  | 비고     |
| ------ | ------------------------------------ | --------------------- | -------- |
| 2023년 | 《나는 여기에 있다》                 | 택시기사              | 특별출연 |
| 2023년 | 《유령》                             | 우가키 가즈시게       |          |
| 2019년 | 《니나 내나》                        | 만길 역               |          |
| 2018년 | 《골든 슬럼버》                      | 건우 부 역            |          |
| 2016년 | 《봉이 김선달》                      | 검사기 거부 역        |          |
| 2016년 | 《검사외전》                         | 하나 부 역            |          |
| 2015년 | 《쓰리 썸머 나잇》                   | 고 팀장 역            |          |
| 2015년 | 《세계일주》                         | 관리소장 역           |          |
| 2013년 | 《슈퍼맨 강보상》                    | 박노준 역             |          |
| 2013년 | 《깡철이》                           | 파출소장 역           |          |
| 2013년 | 《은밀하게 위대하게》                | 국정원 원장 최진탁 역 |          |
| 2012년 | 《범죄와의 전쟁: 나쁜놈들 전성시대》 | 최무일 역             |          |
| 2011년 | 《완득이》                           | 과거 캬바레 기도 역   |          |
| 2011년 | 《투혼》                             | 감독 역               |          |
| 2011년 | 《글러브》                           | 사무총장 역           |          |
| 2010년 | 《소와 함께 여행하는 법》            | 수의사 역             |          |
| 2010년 | 《베스트셀러》                       | 주민 2 역             |          |
| 2010년 | 《평행 이론》                        | 박은봉 역             |          |
| 2010년 | 《주유소 습격 사건 2》               | 부흥 사장 역          |          |
| 2008년 | 《쌍화점》                           | 연기목 역             |          |
| 2007년 | 《밀양》                             | 반장 역               |          |
| 2004년 | 《우리 형》                          | 억수 아버지 역        |          |
| 2003년 | 《첫사랑 사수 궐기대회》             | 교감 역               |          |

### 연극
- 2016년 《춘원 이광수의 꿈》

## 진행
- 2001년 ~ 2015년 5월 : KNN 《쑈! TV유랑극단》
- 2008년 : KNN 《사투리쇼 얼룩말》
- 2016년 : KNN 《KNN 모닝와이드》
- KNN 《공개클리닉 웰》

## 광고
- 2020년 고인범꽃배달(부산)

## 경력
- 현)영화의전당 대표
- 현)부산문화관광축제조직위원회 집행위원장 겸 부조직위원장
- 전)부산국제연극제 집행위원장
- 전)영화의전당 비상임이사
- 전)부산광대연극제운영위원회 위원장
- 전)부산연극협회 회장
- 전)부산배우협의회 회장

## 수상
- 1991년 제11회 부산연극제 최우수연기상
- 2012년 제30회 부산연극제 우수연기상

1. ↑  "진짜 중국인이냐고요?"…'대왕세종' 명나라 사신 고인범.2008년 5월 30일.조이뉴스24.